# Municipal Corporations Act
Il Municipal Corporations Act, anche noto come Municipal Reform Act, è stato un atto varato dal Parlamento del Regno Unito nel 1835 che riformò il governo locale dell'Inghilterra e del Galles. La legislazione faceva parte di un vasto programma di riforma realizzato dei Whigs e seguiva il Reform Act 1832, che aveva abolito la maggior parte dei borghi putridi.

## Premesse
Nel corso dell'Ottocento, il governo locale delle città in Inghilterra e Galles (con l'esclusione di Londra) fu fondamentalmente - anche se non esclusivamente - in mano ai 'consigli di borgo' (borough councils). I 'borghi' (borough) erano città erette in corporazione e prima del Local Government Act del 1972 erano istituiti con statuto regio (royal charter) in riconoscimento del significato economico e politico delle città in questione. Il rango di borough dava ad esse l'indipendenza dal governo della contea in cui erano geograficamente situate. Il significato giuridico dello statuto consisteva nel suo essere esercizio di una prerogativa regia e non parlamentare. Le corporazioni municipali perciò erano corporazioni di diritto comune, tecnicamente non limitate dalla dottrina dell'ultra vires, secondo la quale gli enti istituiti con legge del parlamento sono intitolati solo all'esercizio di quei poteri specificamente menzionati nell'atto istitutivo. Essendo libere da questo vincolo, le città godevano potenzialmente di un più alto grado di discrezionalità amministrativa. 
Al principio del XIX secolo era opinione comunemente accolta che le corporazioni municipali fossero istituzioni quasi private, il cui principale compito consisteva nell'amministrazione di proprietà e fondi a beneficio dei membri, i cittadini; ma le cui attività, non differentemente, ad esempio, da quelle delle aziende dell'acqua, toccavano di frequente gli interessi pubblici. Ciò, a sua volta, giustificava una supervisione da parte del parlamento attraverso la procedura del private bill. Prima del 1835, i requisiti per divenire cittadino (burgess o freeman) erano stabiliti per ciascuna città eretta a corporazione nel relativo charter di istituzione. Essere un cittadino voleva dire ottenere il riconoscimento di un certo ruolo politico non solo negli affari della corporazione, ma altresì nella politica nazionale: un 'borgo' costituito in corporazione, infatti, godeva di rappresentanza parlamentare separata dalla contea e di un diritto tradizionale a presentare al parlamento petizioni su questioni di pubblico interesse – il che offriva a quanti guidavano la corporazione una importante tribuna politica. Tuttavia, stando ai termini di molti statuti, i burgesses erano una chiusa oligarchia all'interno della città ed il consiglio attraverso cui gli affari del municipio venivano amministrati era, quanto a composizione sociale, interessi economici, affiliazione religiosa e di partito, una realtà ancor più ristretta. 
L'organizzazione delle corporazioni municipali prima della riforma del 1835 si fondava dunque su una vera e propria barriera, che impediva l'integrazione, nella leadership politica, economica e sociale delle città, dei diversi elementi presenti nelle città medesime in una fase di loro grande espansione. Le corporazioni erano troppo poco rappresentative della popolazione cittadina, troppo poco responsabili verso di essa e, perciò, spesso troppo corrotte, per sostenere il peso dell'espandersi delle funzioni statali. «Erano tranquille oasi del privilegio. La discriminazione religiosa contro i dissidenti; l'interessata gestione dei mercati, dei dazi, dei porti allo scopo del miglior vantaggio per i membri della corporazione; l'indifferenza verso la necessità di fornire alla comunità urbana servizi come una polizia all'altezza del compito, un servizio anti-incendi, acqua pulita, strade illuminate, tutto ciò esasperava gli appartenenti alle classi medie che vivevano in città ma non godevano dei privilegi della corporazione».

## IlMunicipal Corporations Act
L'importanza del Municipal Corporations Act del 1835 consiste nell'aver imposto una costituzione uniforme alle 178 corporazioni municipali elencate nei suoi allegati. Esso infatti formulò dei requisiti validi su base nazionale per l'acquisizione della cittadinanza e per la titolarità delle cariche municipali; stabilì disposizioni uniformi per l'elezione dei consigli, per la verifica e la pubblicazione dei conti, per le transazioni finanziarie e patrimoniali e, più in generale, per la conduzione degli affari della corporazione. La riforma inoltre, facilitando lo scrutinio dei contribuenti locali sulle attività municipali e rendendole, di conseguenza, amministrativamente più efficienti e meno corrotte, sgombrò la strada ad un'espansione di quelle attività. Nondimeno l'unica funzione pubblica specificamente prescritta dal provvedimento in questione era quella di polizia – ciò che riflette la preoccupazione del governo centrale di quel tempo acché nelle città regnassero la legge e l'ordine. È tuttavia opinione tradizionale, tra gli storici inglesi, che lo stimolo a questa riforma venisse da motivazioni più politiche che amministrative: essa dischiuse le liste elettorali e perciò allargò il diritto di eleggere i consigli municipali e – fatto più importante – i rappresentanti parlamentari della città a tutti i ratepayers, vale dire a quanti usavano di una proprietà gravata dall'imposta locale sugli immobili e risiedevano entro sette miglia dai confini della corporazione. In questo senso, lo scopo immediato della legge era quello di scardinare le oligarchie cittadine di matrice tory ed anglicana e di consolidare con ciò gli effetti politici della legge elettorale adottata dal governo whig nel 1832 con il Parliamentary Reform Act. Non per caso Smellie ha sostenuto, con semplificazione forse un po' drastica, che la legge del 1835 nient'altro fu se non «un semplice poscritto al Reform Bill del 1832».
Il Municipal Corporation Act indicava due requisiti per l'iscrizione nelle liste elettorali cittadine; requisiti che rinviavano a due distinti concetti della rappresentanza e, rispettivamente, a due concezioni rivali della natura della corporazione: 
1. da una parte, la corporazione 'come personificazione di quella che – con una locuzione di Hennock[5] – viene definita «comunità territoriale»;
2. dall'altra, la corporazione come agente di una particolare forma di ricchezza, vale a dire la proprietà.

Questa seconda concezione è quella che può dirsi una concezione 'proprietaria' del comune.  Con la locuzione «comunità territoriale» si intende invece una comunità definita e integrata da quella identità di interessi che dei cittadini risentono per il fatto di vivere all'interno dello stesso territorio. Il Municipal Corporation Act si riferisce alla corporazione come espressione di una comunità così intesa in due punti del suo dettato. Il primo è la definizione della condizione di cittadinanza attraverso il requisito della residenza: i membri della corporazione cittadina, i burgesses, devono essere proprietari di casa (maschi) che vivano in un perimetro di sette miglia attorno alla città. Come Hennock ha fatto osservare, una delle conseguenze pratiche di questa formulazione fu che gradualmente le città assunsero un'identità topografica più coesa, giungendosi in numerose località alla estensione ovvero alla ridefinizione dei confini della città. Il secondo, e più fondamentale, punto è un'affermazione di principio contenuta nell'art. 2: «ogni persona che ora sia o d'ora innanzi venga ad essere abitante di un qualsivoglia Borgo avrà e godrà nella medesima quota e con eguale beneficio delle terre, poderi ed eredità nonché delle rendite e dei profitti che ne scaturiranno, e delle terre comuni e delle comuni proprietà di qualsiasi borgo o corporazione». 
Nell'Ottocento, tuttavia prevalse, una concezione 'proprietaria' del comune. Era opinione dei contemporanei, infatti, che l'amministrazione locale fosse essenzialmente al servizio di ciò che era ancorato alla località: la proprietà immobiliare. La forma peculiare della fiscalità locale era costituita dai rates, da un'imposta cioè sull'occupazione dei beni immobili; la specifica 'clientela' dell'autorità municipale erano perciò quanti versavano quell'imposta, i ratepayers. Ne segue che molti tra i servizi più precocemente sviluppati dal governo locale furono concepiti precisamente come prestazioni a favore della proprietà immobiliare. 
Questa opinione era peraltro rafforzata da dottrine politiche e fiscali che insegnavano ai rappresentanti dei diversi interessi presenti nello stato a ricercare nei pubblici servizi benefici diretti e commensurati alle tasse che essi versavano, piuttosto che a considerare il prelievo fiscale come strumento di più ampi obbiettivi politici, inclusa la redistribuzione della ricchezza.
Molto v'è nel Municipal Corporations Act del 1835 che segnala una concezione 'proprietaria' della corporazione. Così, la clausola della residenza è ulteriormente connotata con la specificazione che il cittadino-elettore, il burgess, deve essere un padrone di casa – specificazione che esclude molti residenti adulti. Ma v'è pure un secondo requisito per l'inclusione nelle liste elettorali, e cioè che per essere un burgess occorre essere un ratepayer da almeno tre anni. Questi due requisiti, considerati congiuntamente, stanno a significare che la più precisa definizione di una corporazione era quella di una comunità di possessori. In questo contesto, le disposizioni della legge concernenti le elezioni, la gestione dei fondi e la pubblicazione dei conti, l'acquisto, l'uso e l'alienazione delle proprietà della corporazione nonché i relativi controlli possono essere considerati come elementi di chiarificazione e di garanzia del vincolo fiduciario intercorrente tra il consiglio municipale ed i ratepayers. 
La legge del 1835 fu insomma la prima legge a regolare in via generale la costituzione delle corporazioni municipali, ma non modificò il loro status giuridico; le corporazioni municipali continuarono ad essere corporazioni di diritto comune, create in virtù dell'esercizio di una prerogativa regia.